# Alcyonium patagonicum
Alcyonium patagonicum is een zachte koraalsoort uit de familie Alcyoniidae. De koraalsoort komt uit het geslacht Alcyonium. Alcyonium patagonicum werd in 1899 voor het eerst wetenschappelijk beschreven door May. 